# Friedrich Wilhelm von Krausser
Friedrich Wilhelm Ritter von Kraußer, (Nuremberg, 29 avril 1888 - Berlin 30 juin 1934) est un militant nationaliste allemand sous la République de Weimar, devenu SA-Obergruppenführer et député du NSDAP au Reichstag. Il est assassiné lors de la nuit des Longs Couteaux.